# Collegio elettorale di Cologno Monzese (Senato della Repubblica)
Il collegio di Cologno Monzese fu un collegio elettorale uninominale della Repubblica Italiana per l'elezione del Senato della Repubblica. Apparteneva alla Circoscrizione Lombardia e fu utilizzato per eleggere un senatore nella XII, XIII e XIV legislatura.
Venne istituito nel 1993 con la cosiddetta Legge Mattarella (Legge n. 276, Norme per l'elezione del Senato della Repubblica), attuata in seguito al referendum abrogativo del 1993. La legge istituì per la Camera dei deputati e per il Senato della Repubblica un sistema di elezione misto, in parte maggioritario e in parte proporzionale. Il 75% dei parlamentari dell'assemblea veniva eletto in collegi uninominali tramite sistema maggioritario a turno unico; il restante 25% al Senato veniva eletto tramite recupero proporzionale dei più votati non eletti attraverso un meccanismo di calcolo denominato "scorporo", cioè sottraendo dal conteggio dei voti totali di una lista nella parte proporzionale i voti ottenuti dai candidati collegati alla medesima lista che erano eletti nei collegi uninominali con il sistema maggioritario.
Il collegio venne abolito insieme a tutti gli altri che costituivano il Senato con la promulgazione della legge elettorale successiva, la cosiddetta Legge Calderoli. Questa prevedeva un sistema proporzionale con premio di maggioranza, che al Senato veniva attribuito a livello regionale.

## Territorio
Il collegio di Cologno Monzese era uno dei 35 collegi uninominali in cui era suddivisa la Lombardia e, come previsto dal D.Lgs. del 20 dicembre 1993 n. 535, era compreso nelle province di Milano e di Monza e della Brianza e comprendeva i seguenti comuni: Brugherio, Cernusco sul Naviglio, Cologno Monzese, Pantigliate, Peschiera Borromeo, Pioltello, Rodano, San Donato Milanese, Segrate, Settala e Vimodrone.

## Eletti
| Elezione | Elezione | Senatore         | Partito                 |
| -------- | -------- | ---------------- | ----------------------- |
|          | 1994     | Corinto Marchini | Polo delle Libertà (LN) |
|          | 1996     | Natale Ripamonti | L'Ulivo (FdV)           |
|          | 2001     | Enrico Pianetta  | Casa delle Libertà (FI) |

## Dati elettorali

### XII legislatura
|                               | Corinto Marchini ✔️ Eletto | Polo delle Libertà           | 67 280  | 42,39 |  |  |  |  |  |
|                               | Paola Maria Lina Manacorda | Progressisti                 | 45 433  | 28,62 |  |  |  |  |  |
|                               | Carlo Vezzoni              | Patto per l'Italia           | 17 762  | 11,19 |  |  |  |  |  |
|                               | Franco Generali            | Alleanza Nazionale           | 11 667  | 7,35  |  |  |  |  |  |
|                               | Salvatore Giglio           | Lista Pannella-Riformatori   | 7 545   | 4,75  |  |  |  |  |  |
|                               | Giorgio Steccanella        | Lega Alpina Lumbarda         | 4 142   | 2,61  |  |  |  |  |  |
|                               | Angela Daccò               | Partito Pensionati           | 2 835   | 1,79  |  |  |  |  |  |
|                               | Ardingo Zieri              | Lega di Angela Bossi         | 1 291   | 0,81  |  |  |  |  |  |
|                               | Domenico Leone             | Partito della Legge Naturale | 778     | 0,49  |  |  |  |  |  |
| Totale                        | Totale                     | Totale                       | 158 733 | 100   |  |  |  |  |  |
|                               |                            |                              |         |       |  |  |  |  |  |
| Voti non validi               | Voti non validi            | Voti non validi              | 6 224   | 3,77  |  |  |  |  |  |
| Votanti                       | Votanti                    | Votanti                      | 164 957 | 92,58 |  |  |  |  |  |
| Elettori                      | Elettori                   | Elettori                     | 178 171 |       |  |  |  |  |  |
|                               |                            |                              |         |       |  |  |  |  |  |
| Data: 27-28 marzo 1994        |                            |                              |         |       |  |  |  |  |  |
| Fonte: Ministero dell'interno |                            |                              |         |       |  |  |  |  |  |

### XIII legislatura
|                               | Natale Ripamonti ✔️ Eletto | L'Ulivo                                  | 62 465  | 40,15 |  |  |  |  |  |
|                               | Enrico Pianetta ✔️ Eletto  | Polo per le Libertà                      | 60 704  | 39,02 |  |  |  |  |  |
|                               | Corinto Marchini           | Lega Nord                                | 21 488  | 13,81 |  |  |  |  |  |
|                               | Ilaria Occhini             | Lista Pannella-Sgarbi                    | 3 603   | 2,32  |  |  |  |  |  |
|                               | Francesco Giallombardo     | Socialista                               | 2 440   | 1,57  |  |  |  |  |  |
|                               | Romano Passera             | Movimento Sociale Fiamma Tricolore       | 2 320   | 1,49  |  |  |  |  |  |
|                               | Antonino Barcellona        | Lega per l'Autonomia - Alleanza Lombarda | 1 345   | 0,86  |  |  |  |  |  |
|                               | Giuseppina Giannuzzi       | Federazione Liste Civiche                | 1 209   | 0,78  |  |  |  |  |  |
| Totale                        | Totale                     | Totale                                   | 155 574 | 100   |  |  |  |  |  |
|                               |                            |                                          |         |       |  |  |  |  |  |
| Voti non validi               | Voti non validi            | Voti non validi                          | 8 561   | 5,22  |  |  |  |  |  |
| Votanti                       | Votanti                    | Votanti                                  | 164 135 | 90,09 |  |  |  |  |  |
| Elettori                      | Elettori                   | Elettori                                 | 182 195 |       |  |  |  |  |  |
|                               |                            |                                          |         |       |  |  |  |  |  |
| Data: 21 aprile 1996          |                            |                                          |         |       |  |  |  |  |  |
| Fonte: Ministero dell'interno |                            |                                          |         |       |  |  |  |  |  |